# John Hensleigh Allen
John Hensleigh Allen (29 août 1769 - 12 avril 1843) est un homme politique britannique. 

## Biographie
Il est le fils de John Bartlett Allen (1733–1792), propriétaire foncier local et propriétaire de mines, et de sa première épouse Elizabeth Hensleigh. Il a 9 sœurs, et ses beaux-frères sont Josiah Wedgwood II, James Mackintosh (tous deux députés Whig), John Wedgwood l'horticulteur et Jean de Sismondi l'historien. 
Il fait ses études à la Westminster School et au Trinity College de Cambridge, après son frère aîné Lancelot Baugh Allen (en). 
Il est haut shérif du Pembrokeshire en 1809. Il est député whig de Pembroke élu aux élections générales de 1818 au Royaume-Uni jusqu'aux élections générales de 1826 au Royaume-Uni.
Il épouse Gertrude, fille de Lord Robert Seymour, le 9 novembre 1812. Ils ont cinq enfants: 
- Gertrude Elizabeth Allen (décédée en 1824)
- Seymour Phillips Allen (1814–1861)
- Henry George Allen (en) (1815–1908)
- John Hensleigh Allen (1818-1868)
- Isabel Georgina Allen (1820–1914), mariée à George Lort Phillips